# Киберсталкинг
Киберсталкинг — это использование Интернета для преследования или домогательств человека, группы людей или организации. Под него могут попасть ложные обвинения, сплетни и клевета. К киберсталкингу также можно отнести похищение личности, угрозы, вандализм, вымогательство секса или собирание информации, которая может быть использована для запугивания или домогательств.
Киберсталкером может быть как человек незнакомый, так и человек, знакомый жертве. Он может анонимно вовлекать незнакомых людей онлайн.
Киберсталкинг влечёт за собой уголовную ответственность по законам о преследовании, о клевете и о домогательствах. Признание вины может привести к отбыванию условного срока и другим уголовным мерам, вплоть до тюремного заключения.

## Определение и значение
Сталкинг — это продолжительный процесс, состоящий из серии действий, каждая из которых может быть легальной по отдельности. Это также форма психического нападения, во время которой нарушитель постоянно, нежелательно вмешивается в жизнь жертвы, с которым у него нет взаимоотношений (или больше нет).
Киберсталкинг — это цифровая атака на человека, который был выбран жертвой по причине ненависти, мести или желания манипулировать. Киберсталкинг может принимать множество форм, в том числе:
1. Домогательства и унижения жертвы.
2. Воровство с банковского счёта или других финансовых носителей.
3. Домогательства семьи, друзей и сотрудников ради изолирования жертвы.
4. Тактика запугивания.

### Как выявить киберсталкинг
Guardian Angels написали о том, как выявить киберсталкинг:
При идентификации киберсталкинга и принятии решения заявить о нём в специальные службы, обычно руководствуются следующими характеристиками: ненависть, преднамеренность, навязчивость, месть, беззаконность цели, персональная направленность, игнорирование предупреждений остановиться, давление и угрозы.

### Ключевые действия, которые определяются как киберсталкинг
Ложные обвинения. Многие киберсталкеры пытаются навредить репутации своих жертв и обратить против них других. Они публикуют о жертвах ложную информацию на web-сайтах, иногда специально созданных для этого.
Попытки собрать информацию о жертве. Киберсталкеры могут пытаться связаться с друзьями, семьёй и коллегами жертвы, чтобы обзавестись их персональной информацией.
Отслеживание онлайн активности жертвы и попытки отследить их IP-адрес для того, чтобы собрать ещё больше информации.
Подстрекательство посторонних людей. Многие киберсталкеры пытаются задействовать посторонних людей в своих целях. Они пытаются убедить других, что жертва навредила сталкеру, его семье и т. д. или публикуют контакты жертвы в Интернете, чтобы заставить других присоединиться к домогательствам.
Ложная виктимизация. Киберсталкер будет утверждать, что жертва домогается его/её.
Атаки на данные и гаджеты. Киберсталкеры могут пытаться нанести вред компьютеру жертвы, посылая ему вирусы.
Заказ вещей и сервисов. Они заказывают покупки или оформляют журнальные подписки на имя жертвы. Обычно оформление заказов на порнографию на рабочее место жертвы.
Организация встречи. Молодые люди часто подвергаются риску быть приглашенными на встречу от киберсталкеров.
Публикация клеветнических и оскорбительных высказываний.

## Типы

### Преследование незнакомцами
По мнению Джоуи Рашинга, адвоката округа Франклин, Алабама, не существует единого определения, что такое киберсталкер. Они могут быть как незнакомы с жертвой, так и иметь бывшие или настоящие отношения с ней. «Киберсталкеры могут быть разных форм, размеров, возрастов и бэкграундов. Они патрулируют веб-сайты в поисках возможности использовать людей.»

### Преследование по гендерному признаку
Домогательства и преследования по гендерному признаку распространены и могут включать в себя также угрозы изнасилования и другие угрозы насилия, в том числе публикация информации личного характера в Интернете.

### Преследование интимных партнеров
Киберсталкинг интимных партнеров — это онлайн домогательство текущего или бывшего романтического партнера. Это форма домашнего насилия и, по мнению экспертов, и его цель контролировать жертву для того, чтобы создать его социальную изоляцию и поставить его в зависимость. Домогатели могут посылать повторяющиеся издевательские и запугивающие имейлы своим жертвам или использовать их учетную запись для отправки электронных писем, в которых они позиционируют себя как жертв.

### Преследование знаменитостей
Изучение сталкеров показывает, что почти всегда они преследуют тех, кого знают или думают, что знают — как в случае со знаменитостями и публичными людьми. Будучи всегда на виду, знаменитости и публичные фигуры нередко становятся жертвами клеветы в таблоидах и киберсталкеров, которые нередко притворяются их фанатами.
Например, в 2011 году, актриса Патрисия Аркетт перестала пользоваться Фейсбуком, из-за киберсталкинга. В своей последней публикации на Фейсбуке Аркетт выразила точку зрения о том, что не стоит добавлять в друзья незнакомых людей, так как они могут быть не просто фанатами, а опасными людьми.

### Преследование интернет-преступниками
Технологии Веб 2.0 позволяют группам анонимных людей самоорганизовываться для того, чтобы искать жертв для клеветы, угроз насилия и цифровых атак. Это включает в себя публикации ложных заявлений, поддельных фотографий, угроз изнасилования или других насильственные угроз, публикации информации интимного характера о жертве, отправку вредоносных сообщений по электронной почте их работодателям. А также нередко киберсталкеры манипулируют поисковыми системами, чтобы сделать контент, портящий репутацию жертвы, более популярным в Сети. Такого рода действия часто вынуждают жертв использовать псевдоним или полностью уходить в офлайн.
Эксперты отмечают деструктивное влияние анонимных онлайн мошенников на групповую динамику,. Так как члены разделяют взгляды друг друга, они не имеют возможности ощущать себя индивидуальностью и от этого теряют чувство персональной ответственности за их разрушительные действия. Они дегуманизируют своих жертв и становятся агрессивнее, зная что их поддерживают. Интернет-провайдеров и владельцев web-сайтов часто обвиняют в бездействии по отношению к домогательствам такого типа.

### Корпоративный киберсталкинг
Корпоративный киберсталкинг — домогательство в отношении индивида со стороны компании, или индивидов в отношении компании. Мотивы для корпоративного киберсталкинга обычно идеалогичны или включают в себя желание извлечь финансовую выгоду или месть.

## Киберсталкеры

### Мотивы
Психологические исследования цифровых преступников выявили психологические и социальные факторы, которые являются мотивами для сталкеров: зависть, патологические обсессии, безработица, неудачи в работе и личной жизни, желание манипулировать. Сталкер бредит тем, что знает жертву, он хочет внушить страх в индивида, чтобы самоутвердиться или чтобы извлечь финансовую выгоду. Им также может руководить желание мести за воображаемый отказ.

### Четыре типа киберсталкеров
Лерой МакФэрлэйн и Пол Босич в своей работе выделили четыре типа киберсталкеров: мстительные киберсталкеры, чьи атаки отличаются свирепостью своих атак; сквозные киберсталкеры, чьей задачей является раздражить жертву; интимные сталкеры, которые пытаются завести отношения с жертвой и начинают вести себя агрессивно, если отвергнуты; коллективные киберсталкеры, которые объединяются вокруг мотива.

## Поведение
Киберсталкеры ищут своих жертв посредством поисковых сервисов, на онлайн форумах, в чатах и через социальные сети: MySpace, Facebook, Bebo, Friendster, Twitter и Indymedia. Они могут преследовать жертву ради удовлетворения своих одержимостей или любопытства. И наоборот, проявления киберсталкинга могут стать более насильственными — например, киберсталкер могут начать настойчиво писать сообщение своим жертвам.
Некоторые случаи киберсталкинга включают в себя и физический сталкинг. Жертва может получать настойчивые телефонные звонки, подвергаться вандализму, запугиванию и физическим нападениям. Более того, физические сталкеры также используют киберсталкинг как метод домогательств своих жертв.

## Законодательство
Законодательство в отношении киберсталкинга зависит от страны. Киберсталкинг и кибербуллинг — относительно новые явления, но преступления совершенные в Интернете также подлежат уголовной ответственности. Например, в США, почти у каждого штата есть закон, который обращается к киберсталкингу и кибербуллингу.